# 부끄부끄

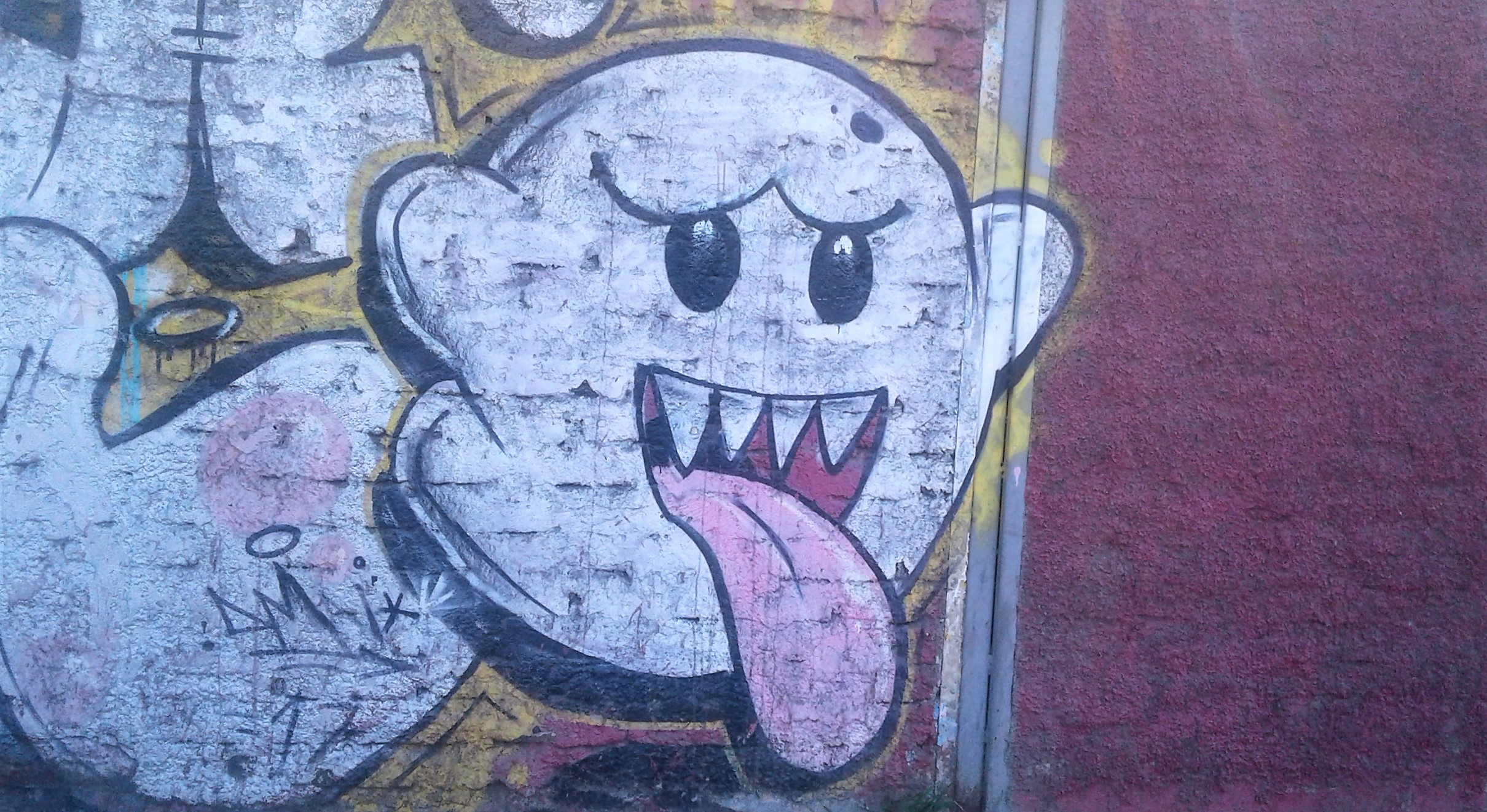

부끄부끄(영어: Boo, 일본어: テレサ)는 마리오 시리즈에 등장하는 유령이다. 부끄부끄들의 대왕인 킹부끄도 등장한다.
부끄부끄로서의 성우는 사나에 스자키(須崎 早苗)이다.
보통 부끄부끄는 마리오가 부끄부끄를 쳐다보면 얼굴을 가리며 멈춰서지만, 마리오가 부끄부끄를 보지 않을 때에는, 부끄부끄가 마리오를 따라오며 공격하려 다가온다.
2D 마리오 시리즈에서는 파워스타를 제외하고는
거의 물리칠 수 없지만, 슈퍼 마리오 64(슈퍼 마리오 64 DS), 슈퍼 마리오 Wii 갤럭시 어드벤처 등 3D 마리오 계열에서는 색다른 방법으로 처치하기도 한다.

## 개요
슈퍼 마리오브라더스 3에 처음 등장한다. 마리오가 부끄부끄를 쳐다보면 멈춰서지만, 뒤를 돌면 마리오를 따라오며 공격하려 하는게 특징. 또한 여러 바리에이션도 있는데, 킹부끄, 아토믹부끄, 안부끄 등이 있으며 각긱의 아종들은 기존과 다른 행동을 취할 때도 있다.